# Peter Hütgens

Peter Hütgens

Peter Hütgens (* 26. Juni 1891 in Mülheim an der Ruhr; † 4. Mai 1945 in München) war ein deutscher Politiker.

## Leben
Der Sohn eines Kaufmannes besuchte in Mülheim das Realgymnasium und machte anschließend eine Ausbildung zum Kaufmann. Ab 1911 war er für die Firma Wilhelmi GmbH im Ausland tätig. Nach der Teilnahme am Ersten Weltkrieg (Einsatz im Osten und Mazedonien) war er wieder für die Wilhelmi GmbH tätig, ab 1922 im Vorstand. Von 1926 bis 1930 war er selbständig; 1930/31 war er wieder bei Wilhelmi, diesmal in Mülheim.
Zum 1. November 1930 trat er der NSDAP bei (Mitgliedsnummer 372.209). Ab April 1933 vertrat er die Partei im Rat der Stadt Mülheim, ab Januar 1934 war er Kreisleiter in Dinslaken. Am 1. Mai 1937 übernahm er den Posten als Kreisleiter in Essen von Hermann Freytag. Ab dem 30. Juni 1937 war er auch dessen Nachfolger im nationalsozialistischen Reichstag, dem er bis 1945 angehörte.